# U.S. Cup 1992
La U.S. Cup 1992 (it. Coppa degli Stati Uniti del 1992) è stato un torneo internazionale di calcio organizzato dall' United States Soccer Federation (USSF), la federazione calcistica statunitense, nel maggio e giugno del 1992. Fu la prima edizione della U.S. Cup, un torneo che durò fino al 2000, ad eccezione degli anni in cui si tennero il campionato del mondo 1994 e il campionato del mondo 1998. 
Questa prima edizione della U.S. Cup vide la partecipazione di Stati Uniti, Italia, Irlanda e Portogallo, che si affrontarono in un girone all'italiana. La squadra con il maggior numero di punti alla fine del torneo fu decretata vincitrice della competizione. Gli Stati Uniti superarono le aspettative vincendo la prima U.S. Cup.

## Partite

### 30 maggio: USA-Irlanda 3-1
Nella partita d'apertura, tenutasi il 30 maggio 1992 al Robert F. Kennedy Memorial Stadium di Washington di fronte a 35 696 spettatori, gli Stati Uniti sconfissero l'Irlanda. Gli irlandesi passarono in vantaggio con Mick McCarthy, in rete su cross di Steve Staunton al 51'. Gli Stati Uniti pervennero al pareggio tre minuti più tardi con Marcelo Balboa e segnarono ancora al 70' con un tiro da 18 metri di Tab Ramos, servito da Fernando Clavijo, subentrato al 59' a Chris Henderson, infortunatosi dopo aver a sua volta sostituito Peter Vermes. John Harkes realizzò il terzo gol degli Stati Uniti all'87'.

### 31 maggio: Italia-Portogallo 0-0
Nella seconda partita, svoltasi il 31 maggio allo Yale Bowl di New Haven di fronte a 38 833 spettatori, l'Italia e il Portogallo pareggiarono a reti inviolate. Entrambe le squadre subirono espulsioni, quelle di Roberto Donadoni (Italia) all'84' e di José Leal all'86'.

### 3 giugno: USA-Portogallo 1-0
Il 3 giugno, davanti a soli 10 402 tifosi accorsi al Soldier Field di Chicago, gli Stati Uniti batterono il Portogallo per 1-0. Al 35' fu Roy Wegerle a sbloccare il risultato raccogliendo un lungo passaggio di Bruce Murray, che attraversò la difesa portoghese e pose Wegerle di fronte al portiere portoghese Adelino Barros. Barros corse fuori dalla porta per chiudere l'angolo allo statunitense, ma Wegerle spostò la palla sul proprio piede sinistro e tirò con successo verso la porta vuota.

### 4 giugno: Italia-Irlanda 2-0
Il 4 giugno, al Foxboro Stadium di Foxborough, l'Italia si impose sull'Irlanda per 2-0 di fronte a 34 797 spettatori. La prima rete fu realizzata su calcio di punizione da Giuseppe Signori al 17', mentre e la seconda su calcio di rigore da Alessandro Costacurta al 66'. Il portiere dell'Irlanda, Packie Bonner, fu espulso al 64'.

### 6 giugno: USA-Italia 1-1
Il 6 giugno, al Soldier Field di Chicago, 26 874 spettatori assistettero al pareggio tra l'Italia e gli Stati Uniti. Roberto Baggio segnò il primo gol dell'incontro al 2', ma John Harkes realizzò il proprio secondo gol nel torneo con un tiro da lontano al 23', riequilibrando il punteggio. La partita finì 1-1 e gli Stati Uniti vinsero così la prima edizione della U.S. Cup.

### 7 giugno: Irlanda-Portogallo 2-0
Il 7 giugno, al Foxboro Stadium di Fosborough, il torneo si concluse con la partita tra Irlanda e Portogallo, di fronte a 41 227 spettatori. L'irlandese Steve Staunton aprì le marcature al 39', segnando direttamente da calcio d'angolo. Tommy Coyne realizzò il secondo gol irlandese all'89' minuto, per il definitivo 2-0.

## Classifica finale
| Pos. | Squadra     | Pt | G | V | N | P | GF | GS | DR |
| ---- | ----------- | -- | - | - | - | - | -- | -- | -- |
| 1    | Stati Uniti | 7  | 3 | 2 | 1 | 0 | 5  | 2  | +3 |
| 2    | Italia      | 5  | 3 | 1 | 2 | 0 | 3  | 1  | +2 |
| 3    | Irlanda     | 3  | 3 | 1 | 0 | 2 | 3  | 5  | -2 |
| 4    | Portogallo  | 1  | 3 | 0 | 1 | 2 | 0  | 3  | -3 |

## Campione
| Vincitore U.S. Cup 1992: Stati Uniti Primo titolo |

## Cannonieri
2 reti
- John Harkes

1 rete
- Roberto Baggio
- Alessandro Costacurta
- Giuseppe Signori
- Marcelo Balboa
- Tab Ramos
- Roy Wegerle
- Tommy Coyne
- Mick McCarthy
- Steve Staunton